# Короткокошик польовий
Короткокошик польовий (Brachythecium campestre) — вид мохів порядку гіпнобрієвих (Hypnales).

## Поширення
Ареал охоплює такі частини світу: Європа, Північна Америка, Азія, Нова Зеландія.
Населяє ґрунт, ліси, вапняк, бетонні блоки, стовбури дерев; на висотах від 10 до 500 метрів.

## Характеристика
Рослини від середнього до великого розміру, в помірно щільних покривах, світло-зелені, жовто-зелені або білувато-солом'яні. Стебла до 7 см, повзучі, неправильно перисті, гілки до 8 мм, прямі чи злегка вигнуті. Стеблові листки прямовисні, нещільно притиснуті, нещільно складчасті, вузько-яйцювато-трикутні чи яйцювато-ланцетні, найширші в 1/9–1/7 листка, складчасті, 1.5–2.6 × 0.5–1.2 мм; краї частково плоскі, загнуті в багатьох місцях, зубчасті, іноді майже цілі, мінливі в межах одного пагона; верхівка поступово звужена або загострена. Вид автоіктичний. Коробочкові ніжки з віком оранжево-коричневі до темно-коричневих, 2–2.5 см, шорсткі чи іноді гладкі. Коробочка від нахиленої до горизонтальної, темно-коричнева, подовжена, зігнута, 2 мм. Спори 15–19 мкм.